# Вестфалика
Westfalika (Вестфалика) — российская обувная сеть. Марка обуви присутствует на рынке с 1993 года, с 2003 года входит в группу компаний Обувь России.
Центральный офис компании находится в городе Новосибирске.

## История
Бренд появился на рынке в 1993 году. Сначала Westfalika фигурировала как оптовая компания по торговле обувью. В 2003 году Westfalika была включена в группу компаний «Обувь России». В 2003 году на фабрике произошла серьёзная реорганизация.